# Джованна Трілліні
Джованна Трілліні  (італ. Giovanna Trillini, 17 травня 1970) — італійська фехтувальниця, чотириразова олімпійська чемпіонка.

## Виступи на Олімпіадах
| Олімпіада      | Дисципліна            | Місце |
| -------------- | --------------------- | ----- |
| Барселона 1992 | рапіра, індивідуальні | 1     |
| Барселона 1992 | рапіра, командні      | 1     |
| Атланта 1996   | рапіра, індивідуальні | 3     |
| Атланта 1996   | рапіра, командні      | 1     |
| Сідней 2000    | рапіра, індивідуальні | 3     |
| Сідней 2000    | рапіра, командні      | 1     |
| Афіни 2004     | рапіра, індивідуальні | 2     |
| Пекін 2008     | рапіра, індивідуальні | 4     |
| Пекін 2008     | рапіра, командні      | 3     |